# Les Roche Martin
 (mars 2018).
Si vous disposez d'ouvrages ou d'articles de référence ou si vous connaissez des sites web de qualité traitant du thème abordé ici, merci de compléter l'article en donnant les références utiles à sa vérifiabilité et en les liant à la section « Notes et références ».
Les Roche Martin est un trio musical français éphémère de l'année 1967 produit par Michel Berger et Claude-Michel Schönberg pour Pathé Marconi. Il se compose de  Violaine Sanson, Véronique Sanson et François Bernheim. 
Le groupe sort deux super 45 tours qui ne connaissent aucun succès, mais servent de marchepied aux futures carrières d'auteurs compositeurs et interprètes de Véronique Sanson et de François Bernheim, qui est également producteur (entre autres, des premiers disques de Renaud et Patricia Kaas, ainsi que du groupe Les Poppys). Quant à Violaine Sanson, elle ne poursuit pas dans la musique et se consacre tout d'abord à la course moto, puis à une carrière dans la publicité. Elle signe néanmoins ponctuellement quelques titres pour sa sœur, comme Qu’on me pardonne ou Mon voisin, et pour d'autres artistes[Lesquels ?].
Tous les titres, sauf un, sont composés soit par François Bernheim soit par Violaine Sanson. Seul le titre Maria de Tusha, a été écrit par Véronique Sanson.

## Discographie
1967 :
Super 45 tours Odeon EMI MEO137 : Les mains dans les poches (Violaine Sanson) - Déchéance (François Bernheim) - C'est toi qui a gâché notre vie (François Bernheim) - Nathalie's blues (violaine Sanson).
Super 45 tour Odeon EMI Pathé-Marconi MEO153 : Il est temps de penser à la neige (François Bernheim) - Tu as peur du bruit (Violaine Sanson) - Maria de Tusha (Véronique Sanson) - Pour ma symphonie (François Bernheim).